# Euploca convolvulacea
Euploca convolvulacea är en strävbladig växtart. Euploca convolvulacea ingår i släktet Euploca och familjen strävbladiga växter.

## Underarter
Arten delas in i följande underarter:
- E. c. californica
- E. c. convolvulacea